# Collectio Sangermanensis XXI titulorum
Die Collectio Sangermanensis XXI titulorum ist eine systematische Kanones-Sammlung aus dem 8. Jahrhundert, die stark auf der Collectio Hibernensis basiert und in einer vollständigen Abschrift (Paris, BnF, lat. 12444 aus St. Germain), einer unvollständigen und mehreren Exzerpten erhalten ist. Die Sammlung ist in 41 Bücher gegliedert.